# Unterleiten (Gemeinde St. Jakob in Defereggen)
Unterleiten ist eine Einzelsiedlung der Fraktion Oberrotte in der Gemeinde St. Jakob in Defereggen im Defereggental (Osttirol).

## Geographie
Leiten am sonnenseitigen Talboden des Defereggentals am Nordufer der Schwarzach. Unterleiten wird im Westen vom Putschtalbach, im Osten vom Schettgraben begrenzt. Der Schettgraben bildet dabei die Grenze zur benachbarten Rotte Jesach, im Osten liegt jenseits von Putschtalbach und dem Mühlbach der Weiler Grandeggen. Oberhalb bzw. nördlich von Unterleiten liegt die Einzelsiedlung Leiten. Durch Unterleiten führt die Defereggentalstraße (L25).
Leiten besteht aus der Hofstelle Häuselis (Oberrotte 11), die aus einem Einhof und zwei, durch die Defereggentalstraße getrennte, Wirtschaftsgebäuden besteht. Zu Unterleiten zählt zudem ein Sägewerk mit zwei Gebäuden.

## Geschichte
Den Grundstein für die Besiedlung von Leiten wurde durch die mittelalterliche Schwaige (Urhof) Leiten (Auf der Laitn) gelegt. Die Schwaige erhielt ihren Namen vom mittelhochdeutschen Wort für einen Bergabhang. Grundherrschaft des Freistifts Leiten war das Schloss Bruck in Lienz.
Unterleiten wurde von der Statistik Austria lange Zeit nicht extra ausgewiesen. 1951 wird Unterleiten zusammen mit Grünmoos mit sieben Gebäuden und 53 Einwohnern genannt, 1961 lebten in dieser Rotte 27 Menschen in sechs Häusern. 1971 wird Unterleiten als Einzelhof getrennt von Grünmoos mit zwei Bewohnern und einem Gebäude angeführt, Zahlen die auch 1981 unverändert waren. Seit 1991 wird die Bevölkerung von Unterleiten nicht mehr gesondert ausgewiesen, der Ort dürfte heute jedoch unbewohnt sein.

## Bauwerke
Der zweigeschoßige, quergeteilte Einhof Häuselis wurde im 18. oder 19. Jahrhundert als Kantblockbau über Mauerfundament errichtet und im 20. Jahrhundert erneuert und umgebaut. Die südliche Gebäudehälfte beherbergt den Wohnteil mit Veranda, der Nordteil den Wirtschaftsteil mit Stall im Erdgeschoß sowie die hangseitige Tenneneinfahrt. Gegenüber dem Einhof getrennt durch die Landesstraße stehen zwei zum Hof gehörende, eingeschoßige  Wirtschaftsgebäude. Das eine wurde um 1900 in steinsichtigem Bruchsteinmauerwerk ausgeführt, das andere im 20. Jahrhundert als Holzriegelbau von innen mit Brettern senkrecht verschalt errichtet. Neben den beiden Gebäuden befindet sich zudem ein Wegkreuz in geschlossenem Bretterkasten, das nach 1859 aufgestellt wurde.